# Livia Medullina
Livia Medullina Camilla war die Verlobte des späteren römischen Kaisers Claudius.
Livia Medullina war die Tochter von Marcus Furius Camillus und Schwester des Arvalbruders des Jahres 37, Marcus Furius Camillus, und des Lucius Arruntius Camillus Scribonianus, einem Usurpator des Jahres 42. Seit 8 n. Chr. war sie mit Claudius verlobt, allerdings starb sie am Tag der Hochzeit.